# Мариненко, Надежда Борисовна
Надежда Борисовна Мариненко (род. 23 февраля 1951, Коренёвка, Гомельская область), в замужестве Мисенко — советская белорусская легкоатлетка, специалистка по прыжкам в высоту. Выступала за сборную СССР по лёгкой атлетике в 1970-х годах, победительница и призерка первенств национального значения, участница летних Олимпийских игр в Монреале. Представляла Гомель и спортивное общество «Локомотив». Мастер спорта СССР международного класса.

## Биография
Надежда Мариненко родилась 23 февраля 1951 года в посёлке Коренёвка Гомельского района Гомельской области Белорусской ССР.
Занималась лёгкой атлетикой в Гомеле под руководством заслуженного тренера Белоруссии Василия Семёновича Бондаренко. Будучи студенткой Белорусского института инженеров железнодорожного транспорта, состояла в добровольном спортивном обществе «Локомотив». Позже перевелась на экономический факультет Гомельского государственного университета имени Франциска Скорины.

## Карьера
Впервые заявила о себе на взрослом всесоюзном уровне в сезоне 1976 года, когда с результатом 1,88 метра стала серебряной призёркой в прыжках в высоту на чемпионате СССР в Киеве — уступила здесь только минчанке Татьяне Шляхто. Благодаря череде удачных выступлений вошла в состав советской сборной и удостоилась права защищать честь страны на летних Олимпийских играх в Монреале — на предварительном квалификационном этапе прыгнула на 1,70 метра и в финал не вышла.
После монреальской Олимпиады Мариненко осталась действующей спортсменкой и продолжила принимать участие в крупнейших легкоатлетических стартах. Так, в 1977 году она выиграла матчевую встречу со сборной США в Сочи (1,85), была пятой на Универсиаде в Софии (1,84) и на Кубке мира в Дюссельдорфе (1,83).
В 1978 году одержала победу на зимнем чемпионате СССР в Москве, став первой советской прыгуньей в высоту, взявшей планку в 1,90 метра на соревнованиях в помещении. На последовавшем чемпионате Европы в помещении в Милане с результатом 1,88 метра заняла итоговое седьмое место.
За выдающиеся спортивные достижения удостоена почётного звания «Мастер спорта СССР международного класса».
Завершив спортивную карьеру в 1979 году, перешла на тренерскую работу — подготовила ряд титулованных спортсменов, в том числе её ученицей была чемпионка СССР, участница Олимпийских игр Людмила Авдеенко (Петрусь). Впоследствии занимала должность директора параолимпийского фонда в Гомеле. 

## Личная жизнь
Замужем, есть сын и дочь.